# Зеленик (Кирилловский район)
Зеленик — деревня в Кирилловском районе Вологодской области.
Входит в состав Талицкого сельского поселения, с точки зрения административно-территориального деления — в Талицкий сельсовет.
Расстояние по автодороге до районного центра Кириллова — 71,5 км, до центра муниципального образования Талиц — 6,5 км. Ближайшие населённые пункты — Рудаково, Леониха, Петровское, Деницыно, Мишутино.
По данным переписи в 2002 году постоянного населения не было.